# Velká výstava německého umění

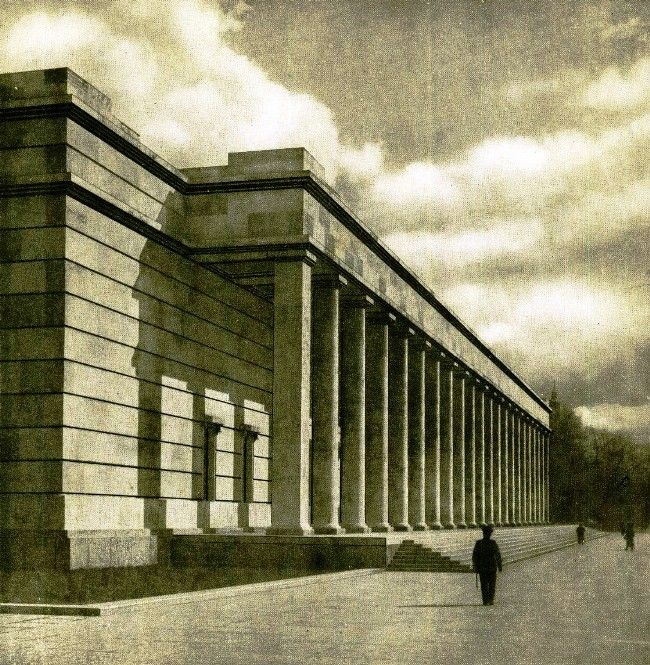
Dům německého umění v Mnichově na fotografii z časopisu NS-Frauenwarte z roku 1939

Velká výstava německého umění (německy Große Deutsche Kunstausstellung, zkráceně GDK) proběhla v letech 1937–1944 celkem osmkrát, a to ve zvláště k tomuto účelu vybudovaném Domě německého umění v Mnichově. Muzeum zahájilo svou činnost 18. července 1937 právě uspořádáním prvního ročníku Velké výstavy, která prezentovala národně socialistické umění. To vycházelo především z realismu 19. století a nacisté je prohlašovali za vyvrcholení "dlouholeté skutečné německé umělecké tradice". Na výstavách se objevovaly především malby, grafiky a sochy. Tematická skladba děl měla do jisté míry i propagandistický záměr. Kromě běžných portrétů, krajin, rustikálních témat, aktů či mytologických scén zde byly značně zastoupeny politické a vojenské náměty, jako portréty nacistických vůdců, díla odrážející životní realitu nacismu, vyobrazení vojáků či válečné výjevy.
Výstava, zabírající přízemí, první patro a dvě dvoupatrové slavnostní síně (Ehrenhalle) situované uprostřed budovy, se deklarovala jako nejdůležitější kulturní počin v nacionálně socialistickém Německu a byla koncipována především jako prodejní. Výtvarníci zde směli soustředit více svých děl (zpravidla maximálně deset), přičemž mezi nimi mohlo být i několik neprodejných prací. Během výstavy bylo jednomu vybranému umělci umožněno rozsáhleji se prezentovat ve zvláštní přehlídce (Sonderschau).
Organizační a technické záležitosti spjaté s přípravou výstav zajišťoval Dům německého umění (Nový skleněný palác) (Haus der Deutschen Kunst – Neuer Glaspalast) coby veřejnoprávní instituce, uměleckou stránku věci pak řídil pověřenec prezidenta Říšské komory pro výtvarné umění (Beauftragter des Präsidenten der Reichskammer der bildenden Künste) jmenovaný Adolfem Hitlerem.
Do roku 1940 výstavy trvaly zhruba 3-4 měsíce, v pozdějších letech pak byly konány zpravidla od července až do uspořádání dalšího ročníku, tedy prakticky celý rok. Otevřeno bylo denně, včetně nedělí a svátků, od 9 do 18 hodin. Práce, prodané během výstav, mohly být nahrazeny jinými „hodnotnými díly“. Jako smluvní partner při prodeji fungoval samotný Dům německého umění. Fotografování a kopírování vystavených prací se během výstavních hodin vůbec nepovolovalo, avšak od roku 1943 bylo po předchozím schválení umožněno pro tiskové účely.
Výstavy měly značnou návštěvnost, například roku 1937 GDK navštívilo zhruba 600.000 lidí a v roce 1942 dokonce 847.000 návštěvníků.
Den po zahájení prvního ročníku GDK byla 19. července 1937 pro ukázku v té době odsuzovaného umění uspořádána putovní výstava Zvrhlé umění (Entartete Kunst), nejprve v Dvorské zahradě v Mnichově.

## Vystavující umělci (výběr)

### Malíři a grafici

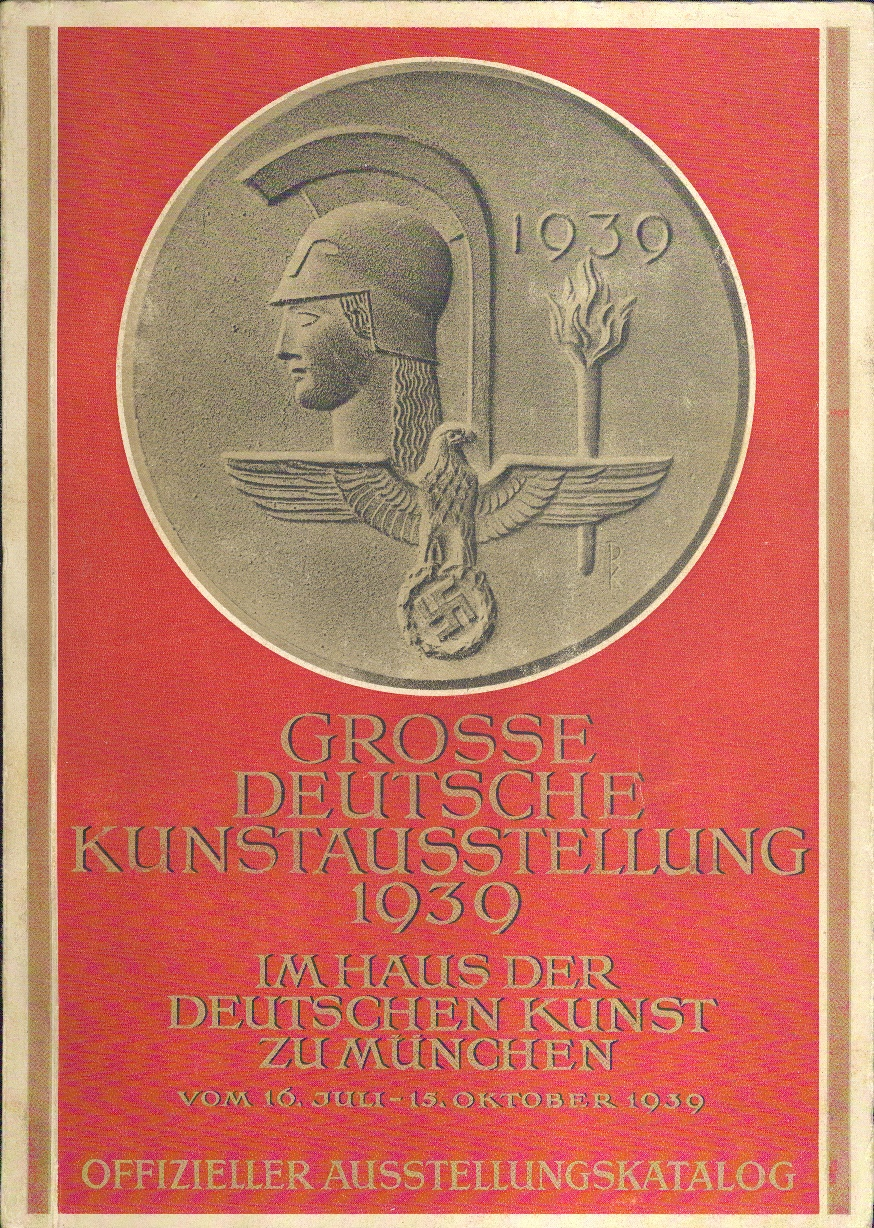
Katalog GDK z roku 1939

- Thomas Baumgartner
- Claus Bergen
- Max Bergmann
- Otto Diez
- Elk Eber
- Franz Eichhorst
- Otto Engelhardt-Kyffhäuser
- Fritz Erler
- Max Esser
- Alfred Finsterer
- Paul Adolf Hauptmann
- Franz Gerwin
- Hermann Gradl
- Oskar Graf
- Georg Günther
- Willy Hanf
- Karl Hanusch
- Walter Hemming
- Wilhelm Hempfing
- Sepp Hilz
- Conrad Hommel
- Carl Horn
- Hermann Otto Hoyer
- Angelo Jank
- Julius Paul Junghanns
- Arthur Kampf
- Richard Klein
- Otto Kirchner
- Heinrich Knirr
- Anton Kürmaier
- Georg Lebrecht
- Hans Jacob Mann
- Oskar Martin-Amorbach
- Erich Mercker
- Bernhard Müller
- Paul Matthias Padua
- Willy Paupie
- Werner Peiner
- Erwin Püchinger
- Paul Roloff
- Wilhelm Sauter
- Hans Schmitz-Wiedenbrück
- Georg Siebert
- Ferdinand Spiegel
- Franz Xaver Stahl
- Karl Storch ml.
- Otto Thämer
- Hermann Tiebert
- Franz Triebsch
- Rudolf G. Werner
- Wolfgang Willrich
- Adolf Wissel
- Adolf Ziegler
- Bodo Zimmermann
- Heinrich von Zügel

### Sochaři
- August Bischoff
- Arno Breker
- Lothar Dietz
- Bernd Hartmann-Wiedenbrück
- Arthur von Hüls
- Fritz Klimsch
- Fritz Koelle
- Georg Kolbe
- Wilhelm Krieger
- Ferdinand Liebermann
- Bernhard von Plettenberg
- Charlotte Reischauer
- Ernst Reiß-Schmidt
- Konrad Roth
- Richard Scheibe
- Hans Schwegerle
- Carl Stock
- Wilhelm Tank
- Josef Thorak
- Hermann Volz
- Josef Wackerle
- Adolf Wamper
- Wilhelm Wandschneider

## Termíny konání

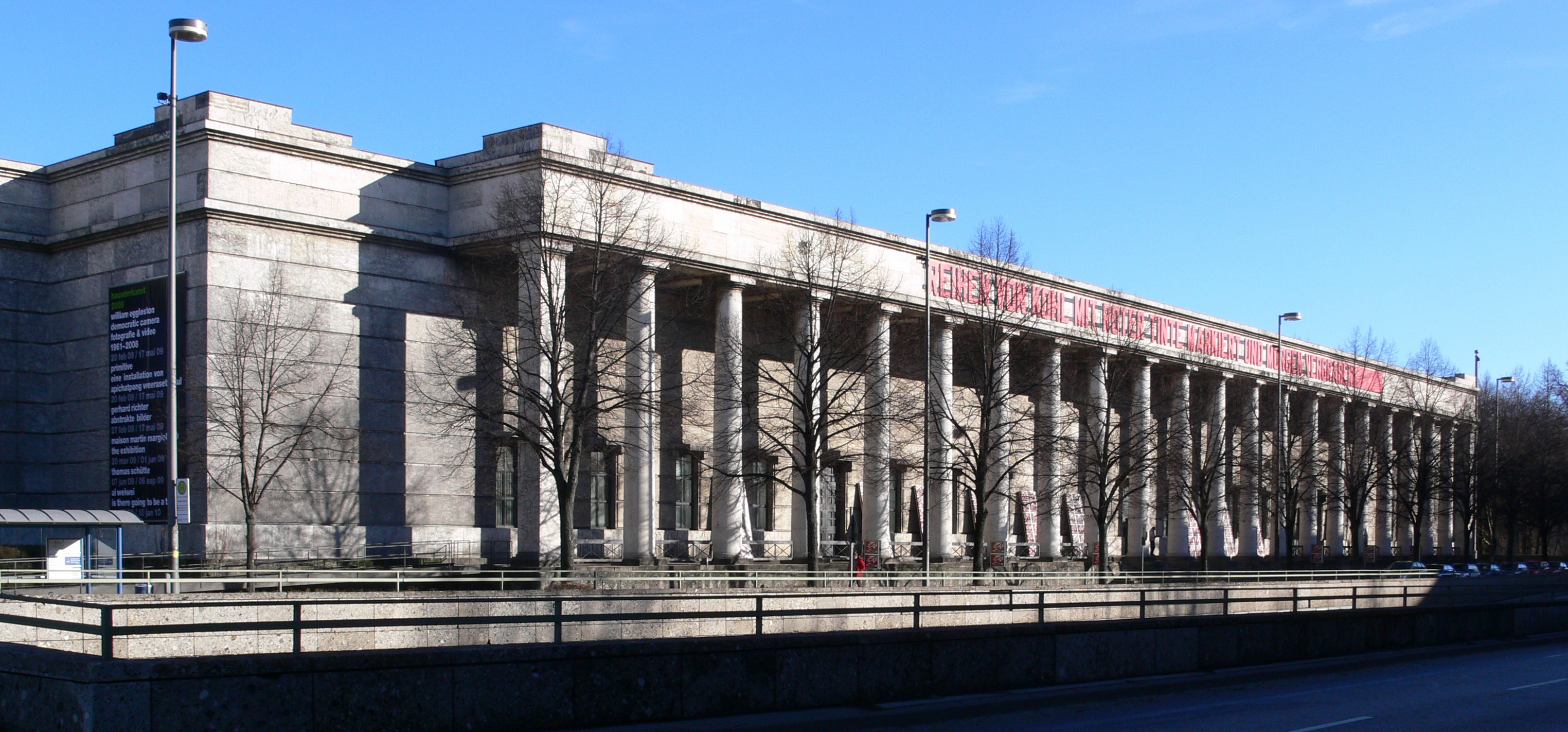
Dům umění v Mnichově, 2009

- I. GDK 18. července 1937 – 31. října 1937. Výstavu zahájil Adolf Hitler.
- II. GDK 10. června 1938 – 16. října 1938. 1158 vystavených děl a zvláštní přehlídka 21 prací Wernera Peinera z Kroneburgu.
- III. GDK 16. července 1939 – 15. října 1939. Tento ročník Velké výstavy německého umění byl zahájen na závěr dvoudenní akce Den německého umění (Tag der Deutschen Kunst)
- IV. GDK 27. července 1940 – únor 1941. 1397 vystavených děl od 752 umělců (v polovině října 1940 byly prodané práce nahrazeny 317 dále vybranými díly) a zvláštní přehlídka 35 prací Friedricha Stahla z Říma. Výstavu zahájil říšský ministr ministr propagandy Joseph Goebbels.
- V. GDK 26. července 1941 – až do uspořádání dalšího ročníku. 1347 vystavených děl od 647 umělců a zvláštní přehlídka 27 prací Raffaela Schustera-Woldana z Berlína. Výstavu zahájil říšský ministr ministr propagandy Joseph Goebbels.
- VI. GDK 4. července 1942 – až do uspořádání dalšího ročníku. 1213 vystavených děl od 680 umělců a zvláštní přehlídka 22 prací Karla Leipolda z Berlína. Výstavu zahájil říšský ministr ministr propagandy Joseph Goebbels.
- VII. GDK 26. června 1943 – až do uspořádání dalšího ročníku. 1141 vystavených děl od 660 umělců a zvláštní přehlídka 35 prací Petera Philippi z Rothenburgu nad Tauberou. Výstavu zahájil říšský ministr ministr propagandy Joseph Goebbels.
- VIII. GDK červen 1944-?

## Zvláštní výstavy
- Malé sbírky Malířství – Plastika – Grafika (Kleine Kollektionen Malerei – Plastik – Graphik) 21. května – 26. června 1938
- Zvláštní přehlídky (Sonderschauen) – viz výše u termínů konání